# عبد القادر الكيلاني (الحموي)
الشيخ عبد القادر الحسني الكيلاني مفكر وفيلسوف ومؤرخ عربي سوري.

## نسبه
يرجع نسبه إلى العالم القطب الأكبر الشيخ عبد القادر الجيلاني الذي يعود نسبه إلى الإمام الحسن السبط ابن أمير المؤمنين علي بن أبي طالب والسيدة فاطمة الزهراء بنت رسول الله محمد صلى الله عليه وسلم.
- ولد الدكتور إبراهيم الكيلاني بدمشق عام 1916.

## سيرته
ولد الشيخ عبد القادر الحسني الكيلاني في أواخر القرن التاسع عشر
عام 1874م (ويقال 1876م)، وقد كان إنساناً فاضلاً ورجلاً بارزاً
وعلماً في مدينته حماة.
تزوج الشيخ عبد القادر الحسني الكيلاني من ابنة خاله هاشم الكيلاني
وأنجبت منه ثلاثة أولاد ذكور وابنتين. وكان وحيداً لوالديه من الذكور لم
تكتحل عيناه برؤية والده فقد توفي وهو صغير، فتربى في حجر جده
لأمه السيد محمد علي الكيلاني حتى بلغ سن الرشد وفي هذا السن أخذ
ينهل من معين الثقافة الشرعية، فكان يؤم مجالس العلماء والمشايخ
الذين رحبوا بتدريسه الفقه والأدب والعلوم الشرعية.
في مطلع القرن العشرين آثر الشيخ عبد القادر خدمة بلدية حماة، وأخذ
على نفسه العهد أن يعلي مقامها بين المدن الشامية، فما أن أصبح
عضواً في مجلس إدارة متصرفية حماة حتى انتخب رئيساً لبلدتها، فكان
أول مشروع حضاري قرت عيني حماة به هو أن أنجز في عهد رئاسته
لبلدية حماة تجديد (جسر السرايا) الذي يحتضن مقهى الفراية في
ساحة العاصي. وكان لا يغمض له جفن ايلاً حتى يتفقد إضاءة بلدته إذ
أن البلدة كانت تضاء آنذاك بفوانيس تعمل على زيت الكاز. وكان لا يهدأ
نهاراً حتى يتفقد الشوارع العامة. فوسع شارع المرابط وغيره من
الشوارع الضيقة.
وما أن ارتاحت البلدة لإخلاصه حتى انتخب عضواً في مجلس المبعوثان
عن مدينتي حمص وحماة مع رفيق دربه ومعاصرة الشيخ " خالد
الأتاسي " مفتي حمص، وبقي في ذلك المجلس ممثلاً عن هاتين
المدينتين إلى أن قامت الحرب العالمية الأولى، وهناك في الأستانة
تعرف على الأمير «شكيب أرسلان» وعلى الشريف «فيصل بن الحسين»
وعلى «سليم على سلام» وغيرهم من ممثلي العالمين العربي
والإسلامي. ونشأت بينهم صداقات حميمة وكان الأمير شكيب يراسله من
لوزان بسويسرا في أمور الوطن والوقوف في وجه المستعمر إلى ما
بعد عودته من منفاه بعد معاهدة عام 1936م.
وعندما قامت الثورة العربية الكبرى دخل مع الأمير فيصل بن الحسين
إلى مدينة حماة ورافقه إلى مدينة حلب لاستلامها من الحكم العثماني، 
وكان الأمير فيصل بن الحسين مع ثلة كبيرة من رفاقه الشرفاء قادة
الثورة العربية الكبرى ضيوفاً عليه في منزله ومنزل بني عمه أولاد
نوري باشا الكيلاني.
وفي عام 1919م انتخب ممثلاً عن متصرفية حماة إلى المؤتمر
السوري مع «خالد درويش البرازي» و«عبد الحميد البارودي»، وأعلن
المؤتمر السوري استقلال سوريا الكبرى وتوج الملك فيصل ملكاً عليها.
وفي عام 1924م انتخب عن مدينة حماة إلى المجلس التمثيلي
السوري مع السيد راشد البرازي ومحمود الشيشكلي.
وبتاريخ 19 تشرين الأول عام 1927م حضر المؤتمر الوطني في
بيروت واتخذ المؤتمر المذكور قراراً بالرد على بيان المفوض السامي
الفرنسي المسبو يونسو وأرسل الرد إلى عصبة الأمم في جنيف.
وفي عام 1928م انتخب عن مدينة حماة ممثلاً إلى المجلس التأسيسي
السوري الذي أعلن استقلال سوريا ووضع الدستور السوري.
وقد تدرج الشيخ عبد القادر الحسني الكيلاني في مناصب عديدة إلى أن
اختير وزيراً للزراعة والتجارة والاقتصاد بوزارة الشيخ تاج الدين الحسني
وذلك بتاريخ 16/2/1928 م، ولكنه استقال منها في سنة 1931م
عندما لم يستطيع تحقيق آماله في الإصلاح بواسطتها، ورجع إلى مدينة
حماة.
وفي نفس العام 1931م شارك بالمؤتمر المنعقد بمدينة القدس الذي
دعا إليه الشريف حسين بن علي لبحث أمور الواقع العربي والإسلامي
والدعوة إلى وحدة العالم العربي وللتحرر من الاستعمار الفرنسي
والإنكليزي ولصد مؤامرات الاستعمار عن العالم العربي وللوقوف في
وجه التغلغل الصهيوني الاستعماري والاستيطان في فلسطين المقدسة.
وفي عام 1932 أو 1933م دعي إلى مؤتمر في حمص زعماء شهد
لهم التاريخ بجهادهم الوطني وعلى رأسهم المجاهد الكبير (إبراهيم
هنانو) وفي هذا المؤتمر الذي ضم الوطنيين من أبناء سوريا وعلى
رأسهم الزعيم إبراهيم هنانو وهاشم الأتاسي ورياض الصلح وفارس
الخوري وسعد الله الجابري وجميل مردم بيك وشكري القوتلي وغيرهم
(رئيس وزراء لبنان الأسبق عام 1950م) وفي هذا المؤتمر اتخذ عدة
قرارات هامة مهدت لإضراب عام 1936م وإلى توقيع معاهدة نالت
سوريا على أثرها استقلالها.
وفي عام 1935م وما بعدها تم تنظيم / أعياد الربيع/ بمدينة حماة.
وكان هو رئيس اللجنة المنظمة لتلك الأعياد وقد ساهمت تلك الأعياد
بتنشيط الحالة الاقتصادية لمحافظة حماة وأدت إلى تقوية دعائم العمل
الوطني وتقوية التآلف بين أبناء الوطن الواحد.
أما في مجال الدعوة إلى الله فكان فقيهاً وخطيباً، فكان
يخطب في بعض أيام الجمع في جامع جده (الشيخ إبراهيم) الكائن قرب
داره في حي الحاضر (الزنبقي)، وبقي ملازماً باب الهوى حتى تسلم
مشيخة السجادة القادرية بعد وفاة شيخها الشيخ " عبد الجبار
ابن محمد مكرم الكيلاني " وبقي راعياً لها. فأنشأ دار العلوم الشرعية
وهي من ملحقات جامع الشيخ إبراهيم الكيلاني الكائن في (محلة
الدباغة) مدخل سوق الطويل، وهذه المدرسة التي تخرج بها الكثير من
رجالات حماة وعلمائها الأفاضل.
كان رؤوفاً رحيماً بأسرته وبناته وكثيراً ما كان يردد قوله الرسول صل
الله عليه وسلم / ما أكرمهن إلا كريم وما أهانهن إلا لئيم / ومن هذا
المنطلق رفع لواء تعليم المرأة في حماة فكانت خطبه ومحاضراته
ومناقشاته في جلسات المؤتمر السوري تحض على تعليم المرأة وجعلها
إنسانة بارزة جديرة بكل احترام. وعندما تأسست دار المعلمات بدمشق
في عام 1924م كانت ابنتاه من أوليات من انتسبن إليها.
وكانت حفيدته الشاعرة «رباب الكيلاني» شاهدت وفاته ولسان حالها
يردد قائلاً معزياً هؤلاء الفقراء الذين أثقلهم فقده:
يا باني المجد يبكي مجد بانيه.. انظر عيون المعالي كيف تنهمر
أبا الفقير أبا الأيتام كم تركت.. وفاتك اليوم قلباً وهو ينفطر
وكم حشاشة نفس كنت منعشها في الطوى بها الإفقار والعسر
هيأت للقوم بشرى المجد لو بلغت بك الحياة مداها كانت البشر
سيعلم القوم بعد البين أي فتى سميذعٍ فقدوا أيّ أمر خسروا.

## وفاته
تُوفي عام 1948م ودفن في قبة الشيخ خلوف،